# Valencia Basket Club
Il Valencia Basket Club S.A.D. è un club di pallacanestro spagnolo della città di Valencia.
Fondato nel 1986, è l'erede della sezione di pallacanestro del Valencia Club de Fútbol. Attualmente gioca nella Liga ACB, il massimo campionato di pallacanestro spagnolo. La sede degli incontri casalinghi è il Pavelló Municipal Font de San Lluís, che ha una capacità di 8.500 spettatori.
In passato era una sezione del Valencia CF, ma dopo la discesa della squadra di calcio in seconda divisione nel 1986, il club di pallacanestro si è distaccato e nella stagione 1986-87 ha partecipato come entità indipendente alla prima divisione B del campionato spagnolo.

## Storia
La retrocessione in Segunda División del Valencia C.F. e i problemi economici derivati da essa portarono, nell’estate del 1986, alla decisione del club valenciano di rinunciare a tutte le sue sezioni sportive. Tra queste c’era anche la sezione di pallacanestro, il cui team aveva ottenuto la promozione in Primera División B (all’epoca la seconda categoria del basket spagnolo). Vicente Solá, dirigente responsabile della sezione di pallacanestro del Valencia C.F., decise di dare continuità al progetto e per questo promosse la creazione del Valencia Basket Club. Il nuovo club nacque sotto la gestione dell’Associazione della Stampa della Provincia di Valencia (che diede al team il nome di “Valencia Hoja del Lunes”) insieme al contributo economico dei fratelli Roig, Juan e Fernando, attraverso l’azienda Pamesa Cerámica. Antonio Egea fu nominato presidente e Paco Raga vicepresidente. 
Il club ricevette un invito per disputare la stagione 1986-87 in Primera División B, debuttando il 27 settembre 1986 con una vittoria per 71-73 contro l’Elosúa León. In quella prima stagione, la squadra giocò le partite casalinghe presso il Complesso Sportivo La Canaleta del comune di Mislata.
Nella stagione 1987-88, la Liga ACB decise di ampliare da 16 a 24 il numero delle squadre per la stagione successiva. Tale decisione aumentò da 2 a 8 il numero di promozioni previste per quella stagione. A quel punto, il club decise di trasferirsi al Pabellón Fuente de San Luis, nel capoluogo del Turia, e cambiò il proprio nome in Pamesa Valencia. Il 4 maggio 1988, la squadra sconfisse il Santa Coloma nel primo turno dei playoff, vincendo entrambe le sfide prevista. Nel secondo turno fu invece eliminata dal Clesa Ferrol. Tuttavia, essendosi classificata tra le prime otto, ottenne la tanto desiderata promozione nella Liga ACB. La squadra valenciana fece il suo esordio nella massima serie nazionale nella stagione 1988-199; il club rimase stabilmente nella ACB fino alla stagione 1994-95 quando, dopo aver concluso la stagione regolare al terzultimo posto, retrocesse nella Liga EBA (all’epoca la seconda categoria del basket spagnolo) dopo aver perso la serie playoff per la salvezza contro il Somontano Huesca per 1-3.

### Anni novanta
Il ritorno nella massima divisione del basket spagnolo avvenne al termine della stagione 1995-96 della Liga EBA, nella quale il club concluse da vicecampione, perdendo solamente la finale per 104-87 contro lo Spar Granada, in una Fase Finale disputata al Pazo dos Deportes di Lugo. Tuttavia, la ACB aveva l’intenzione di ridurre il numero di squadre da 20 a 18 per la stagione 1996-97, motivo per cui inizialmente non erano previsti promozioni dalla Liga EBA. Alla fine, però, il club acquistò i diritti del posto lasciato vacante dall’Amway Zaragoza, che era stato espulso dalla ACB per problemi economici, tornando così a disputare la Liga ACB nella stagione 1996-1997. Da quella stagione il Valencia non ha mai più lasciato la massima divisione spagnola.
Il club comincia a crescere e il 2 febbraio del 1998, vince la Coppa del Re contro il Joventut de Badalona. In questa competizione, in cui era al debutto, non era tra le favorite per il titolo. Nel primo turno ha eliminato la capolista della Liga ACB, il Tau Vitoria che aveva una lunga serie di vittorie aperta. In semifinale sconfisse il Forum Valladolid. Nella finale fu la volta della Joventut de Badalona di Alfred Julbe. L'MVP fu Nacho Rodilla.
La vittoria consentì al Valencia di disputare la Coppa Saporta dove arrivò fino alla finale persa contro la Benetton Treviso. In questa stessa stagione fu acquistato uno dei giocatori più amati dal pubblico: Bernard Hopkins.
Nella stagione 1999-2000 il Pamesa perse la finale di Coppa del Re contro l'Estudiantes.

### Anni duemila
Nel 2000-01 il club decide di cambiare allenatore e Luís Casimiro sostituì Miki Vukovic dopo cinque stagioni. Casimiro rimase due anni ed il suo miglior risultato fu il secondo posto nella Coppa Saporta del 2002, persa nella finale di Lione contro la Mens Sana Siena.
Nel 2002-03 venne scelto come allenatore Paco Olmos e ci fu un gran salto di qualità nel roster dove entraro giocatori di fama internazionale come Fabricio Oberto, Dejan Tomašević e Alejandro Montecchia. Questa è, per il momento, la miglior stagione del club. Viene vinto il primo titolo europeo della storia, la ULEB Cup, in cui vennero sconfitti nelle due partite della finale gli sloveni del Krka Novo Mesto. In questo modo fu acquisito il diritto a partecipare alla Eurolega per la prima volta. Nella Liga, riuscì a raggiungere la finale, persa contro il Barcellona per 3-0.
Per la stagione 2003-04, venne firmato Antoine Rigaudeau per affrontare degnamente l'Eurolega, la squadra riuscì a raggiungere le top 16, ma venne eliminata a tavolino dopo che la squadra si rifiutò di volare a Tel Aviv, per la sfida contro il Maccabi Tel Aviv B.C., a causa di problemi legati alla sicurezza della squadra.
Le due stagioni seguenti furono un fallimento. Venne nominato direttore sportivo Víctor Sendra per allestire il roster 2004-05. All'inizio del precampionato fu esonerato Paco Olmos che venne rimpiazzato da Pablo Laso. Nel roster fu inserito Igor Rakočević. Prima delle semifinali di ULEB Cup fu esonerato Laso, al suo posto il suo assistente Chechu Mulero. Alla fine del campionato per la prima volta dopo sette anni non vennero raggiunti i play-off.
Per la stagione 2005-06 venne rivoluzionato il roster, rimasero solamente due giocatori, Víctor Luengo e Óscar Yebra. Vennero ingaggiati Vule Avdalović e Dīmos Ntikoudīs mentre il nuovo allenatore era Ricard Casas. Il girone di andata della Liga fu buono, tanto da essere prima testa di serie nella Coppa del Re, di cui fu vicecampione. Il ritorno fu però disastrono e per il secondo anno consecutivo non furono raggiunti i playoff. Questa stagione fu caratterizzata da numerosi cambiamenti nel roster soprattutto tra gli stranieri, tra cui Marco Carvalho.
Nonostante l'arrivo dell'MVP dell'Eurolega 2006 Dejan Milojević e dell'MVP della ULEB cup 2006 Rubén Douglas, che si unirono a giocatori come Albert Oliver e Víctor Claver, i pessimi risultati continuarono anche all'inizio della stagione 2006-07. L'allenatore Ricard Casas fu esonerato ed il greco Fōtīs Katsikarīs prese il suo posto. In febbraio, Juan Roig lasciò la presidenza della squadra a Manuel Llorente Martín. La stagione regolare fu terminata al settimo posto ed ai play-off il Valencia fu eliminato al primo turno, ottenendo però il ritorno in ULEB Cup.
Nella stagione 2007-08 arrivarono giocatori come Shammond Williams e Fred House, e la squadra concluse al quinto posto la stagione regolare della Liga ACB, la miglior posizione in classifica ottenuta nella storia del club dopo le stagioni sotto la guida di Paco Olmos. Nei playoff, tuttavia, venne eliminata in tre partite dal Saski Baskonia (allora denominato TAU Cerámica), allenato da Neven Spahija, con un risultato finale di 2-1.

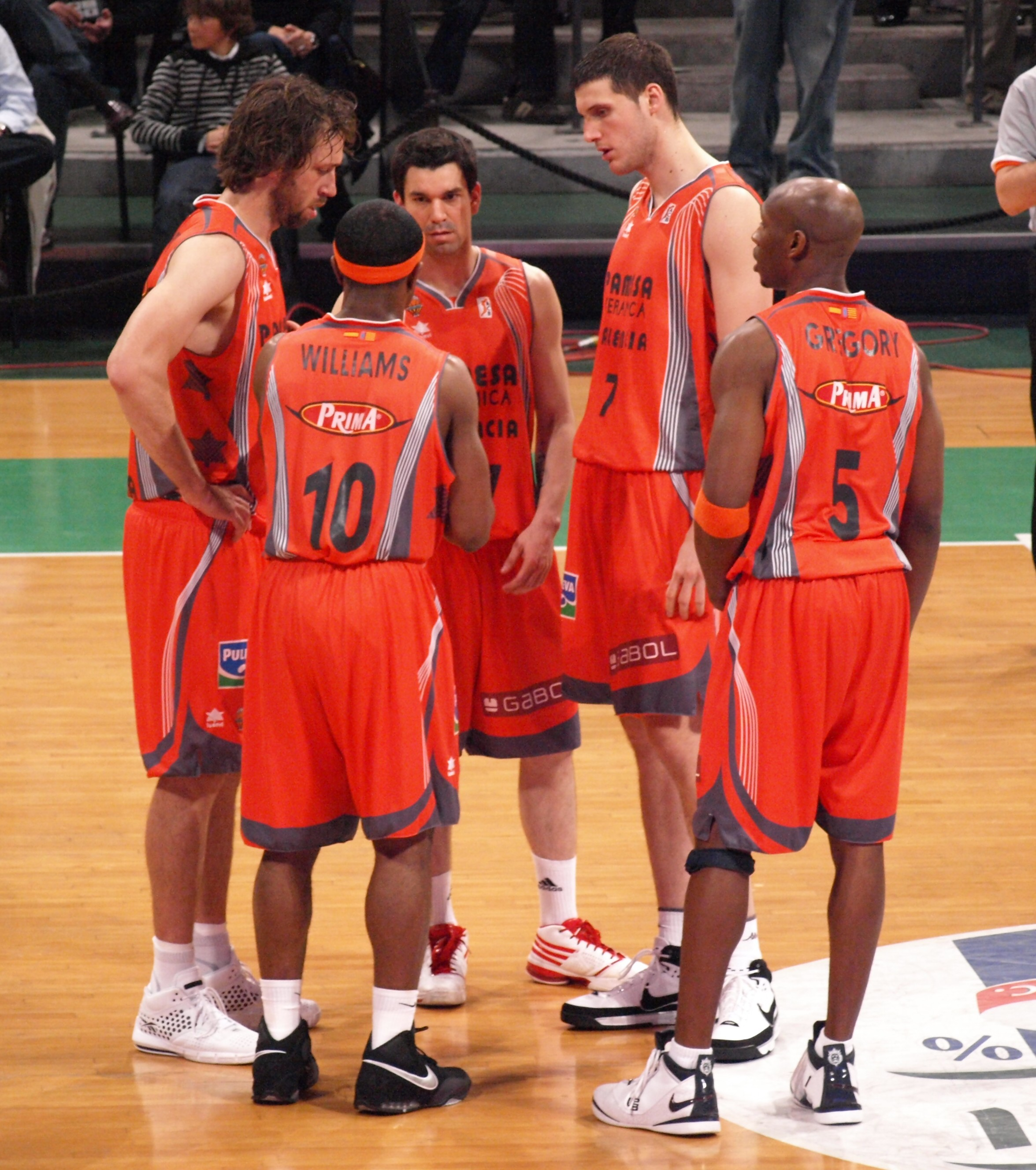
I giocatori del Pamesa Valencia, durante una partita della Liga ACB 2008-2009.

La stagione 2008-09 iniziò con l’ingaggio di giocatori come Kosta Perović. Tuttavia, un inizio di campionato deludente spinse il presidente Manuel Llorente a esonerare Fotis Katsikaris, sostituendolo proprio con Neven Spahija. Quest’ultimo effettuò alcune modifiche al roster per adattarlo al proprio stile di gioco: rescisse i contratti di Dīmos Dikoudīs e Rubén Douglas e ingaggiò Matt Nielsen e Kenny Gregory. Grazie a questi innesti e alla guida tecnica di Spahija, la squadra riuscì a qualificarsi per la Coppa del Re, per la “Final Eight” della Eurocup e per i playoff della Liga ACB. Venendo però eliminata al primo turno in tutte e tre le competizioni.
Nell’estate seguente, Juan Roig, azionista di maggioranza e mecenate del club, annunciò che le stagioni 2009-2010 e 2010-2011 sarebbero state le ultime in cui avrebbe finanziato economicamente il Valencia Basket. Con questo annuncio, il nome storico di “Pamesa” scomparve ufficialmente dalla denominazione del club. Inoltre, Manuel Llorente lasciò la presidenza del club per assumere il ruolo di presidente del Valencia Club de Fútbol. In questo clima di incertezza, Vicente Solá assunse la guida della società. A causa della riduzione del budget, Neven Spahija prese il comando delle decisioni sportive insieme al segretario tecnico Toni Muedra.
Durante l’estate vennero inseriti in squadra giocatori come Thomas Kelati, Serhiy Lishchuk, Nando de Colo e venne promosso in prima squadra José Simeón. Quella che inizialmente si preannunciava come una stagione difficile si trasformò invece in un’annata straordinaria, culminata con la conquista del secondo titolo europeo della storia del club: l'Eurocup 2009-2010, di cui Matt Nielsen fu nominato MVP, conquistata dopo aver vinto la finale contro l'Alba Berlino per 67-44. Grazie a questo successo, il Valencia Basket si assicurò la partecipazione alla Euroleague Basketball 2010-2011. 

### Anni duemiladieci

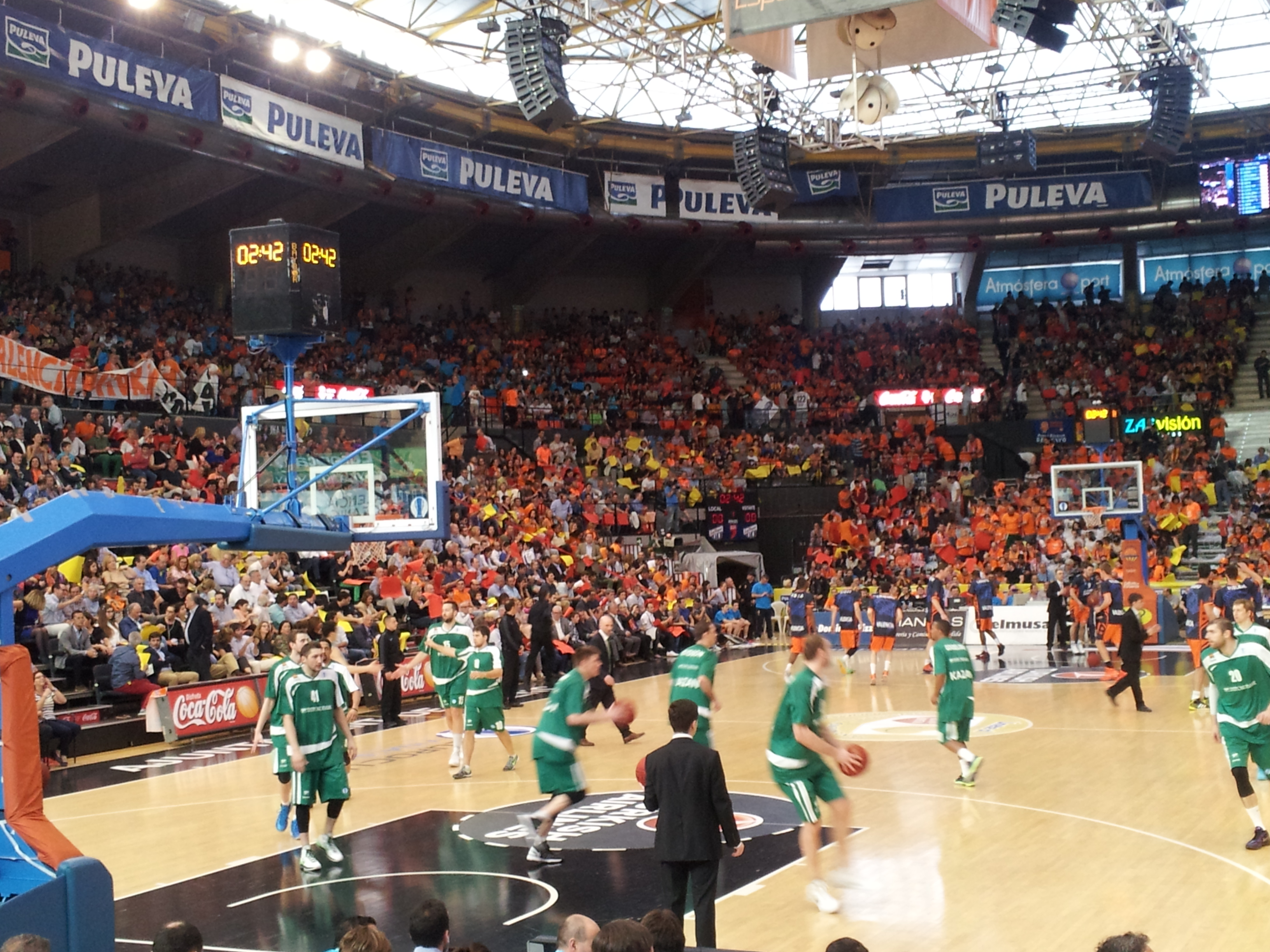
La Fonteta durante le finali di Eurocup 2013-2014 contro l'UNICS Kazan.

A causa della nuova realtà economica del club, Neven Spahija non rinnovò il contratto e fu ingaggiato Manolo Hussein come nuovo allenatore. Tuttavia, l’esperienza di Hussein durò poco: l’11 novembre fu esonerato dopo aver collezionato 8 sconfitte nelle prime 10 partite. Il club allora si affidò a Svetislav Pešić, che fu ingaggiato fino al termine della stagione. Appena arrivato, Pešić guidò la squadra a una striscia di 9 vittorie consecutive in Liga ACB, interrotta solo dall’Asefa Estudiantes. Nonostante ciò, il tecnico serbo continuò a collezionare successi, in particolare in Eurolega, dove il Valencia raggiunse per la prima volta nella sua storia i quarti di finale, affrontando il Real Madrid. Nei playoff della Liga ACB 2010-2011, il Power Valencia – terzo classificato nella stagione regolare – affrontò il Bizkaia Bilbao Basket, quinto in classifica, ma fu eliminato sorprendentemente con un secco 2-0. Dopo l'eliminazione, il club decise di non rinnovare il contratto a Pešić, una scelta che suscitò forti proteste tra i tifosi taronja.
Per la stagione 2011-2012, la guida tecnica fu affidata a Paco Olmos, proveniente dal Menorca Bàsquet, che così iniziava la sua seconda esperienza non consecutiva sulla panchina della prima squadra, dopo aver allenato anche nel settore giovanile del Valencia Basket. A causa dei numerosi infortuni e dei risultati deludenti, la squadra non riuscì a qualificarsi per la Coppa del Re. Le aspettative furono disattese e, nel gennaio 2012, Olmos fu esonerato. Al suo posto arrivò Velimir Perasović, che rimase alla guida della squadra fino al 2015. Sotto la sua direzione, il club conquistò per la terza volta nella storia del club la vittoria dell'Eurocup, aggiudicandosi l'edizione 2013-2014 battendo l’UNICS Kazan sia all'andata che al ritorno nella doppia sfida finale. 
Nel 2015 fu ingaggiato come nuovo allenatore della squadra,Pedro Martínez, allenatore di grande esperienza e sobrietà. Sotto la sua guida il Valencia riuscì a conquistare per la prima volta il titolo di campione di Spagna al termine della Liga ACB 2016-2017. La stagione regolare del campionato era stata conclusa con un ottimo terzo posto finale. Il Valencia non partiva certo tra i favoriti ma il percorso nei playoff fu straordinario. Nei quarti di finale, il Valencia eliminò il Barcellona, superando gli azulgrana in tre gare, vincendo la partita decisiva al Fuente de San Luis per 67-64. In semifinale affrontò il Saski Baskonia, altr'avversaria ostica, che aveva conclusa la stagione regolare con lo stesso record del Valencia, in una serie al meglio delle cinque patite. Dopo aver perso la prima sfida a Vitoria, la squadra valenciana reagì con forza, conquistando gara-2 in trasferta e chiudendo poi la serie in casa, grazie alla doppia vittoria per 75-69 e 85-77.

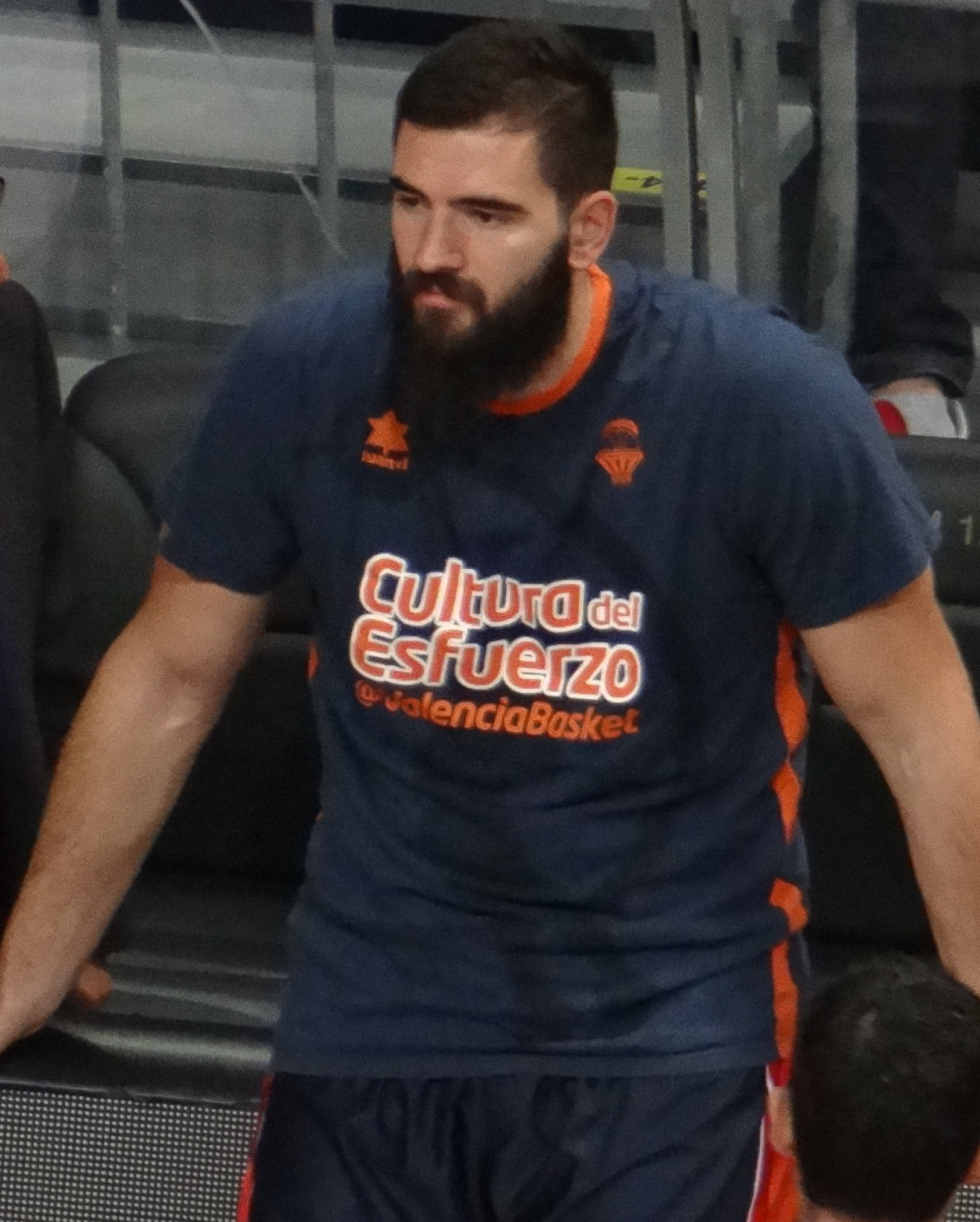
Bojan Dubljević, giocatore simbolo del Valencia dal 2012 al 2023.

La finale contro il Real Madrid era, almeno sulla carta, una sfida impari. I madrileni disponevano di un roster stellare, con giocatori di caratura internazionale e abituati a vincere. Eppure, il Valencia mostrò fin da subito di non voler interpretare il ruolo della vittima sacrificale. Dopo la sconfitta nella prima gara a Madrid, la squadra di Pedro Martínez rispose con una prestazione magistrale nella seconda partita, espugnando il WiZink Center, con il risultato di 86-79, riuscendo così a ribaltare il fattore campo. Le due sfide successive, giocate davanti a un pubblico infuocato a Valencia, videro la squadra esprimersi al massimo livello. Dopo aver conquistato gara-3 per 81-64, portandosi avanti nella serie, gara-4 fu un’autentica apoteosi che si concluse con una vittoria netta, per 87-76, che regalò al club il suo primo storico titolo nella Liga ACB. In quella stessa stagione il Valencia Basket fu finalista sia nella Coppa del Re, persa contro il Real Madrid per 97-95, sia nella Eurocup 2016-2017, dove in finale perse il derby spagnolo contro l’Unicaja Málaga. 
Nello settembre 2017, sotto la guida del nuovo allenatore Txus Vidorreta, il club vinse per la prima volta un'edizione della Supercopa Endesa, battendo l’Herbalife Gran Canaria per 69-63 nella finale dell'edizione 2017.

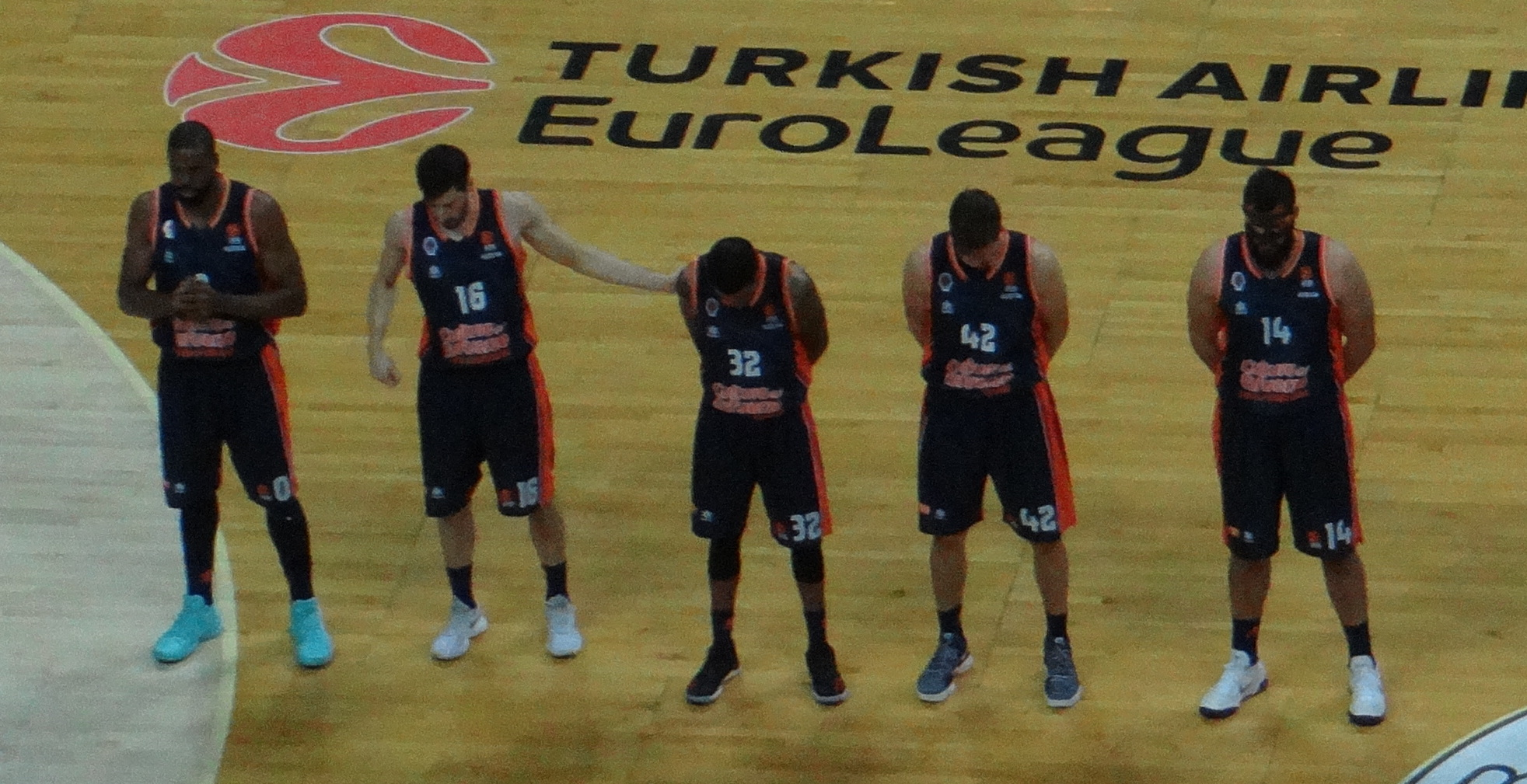
Il quintetto del Valencia prima di una partita della Euroleague 2017-2018.

L’estate del 2018 fu un momento di transizione per il Valencia Basket. Dopo stagioni segnate da cambiamenti in panchina e risultati altalenanti, la società decise di dare fiducia a Jaume Ponsarnau, già assistente allenatore dal 2016, affidandogli la panchina della prima squadra. Il club costruì una squadra solida e ben strutturata, con giocatori di grande affidabilità come Bojan Dubljević, Will Thomas, Sam Van Rossom, Fernando San Emeterio e Matt Thomas, affiancati da elementi emergenti come Louis Labeyrie e Alberto Abalde.
Nella sua prima stagione da capo allenatore, Ponsarnau, guidò la squadra alla finale dell’Eurocup 2018-2019. La serie delle finali si giocò al meglio delle tre partite e oppose il Valencia all’Alba Berlino. In gara-1, il Valencia impose subito la sua legge in casa, vincendo 89-75 grazie a una prestazione corale e all’efficacia di Bojan Dubljević sotto canestro. In gara-2, in Germania, l’Alba riuscì a pareggiare la serie vincendo ai supplementari, per 95-92, dopo una partita combattutissima, rimandando tutto alla decisiva gara-3. La sfida finale, giocata nuovamente al Fuente de San Luis di Valencia il 15 aprile 2019, fu un trionfo per la squadra spagnola. Spinta dal suo pubblico, la formazione di Ponsarnau controllò il match fin dalle prime battute e conquistò la partita con il punteggio finale di 89-63, una vittoria netta che consegnò al Valencia il suo quarto trionfo nella competizione. Will Thomas fu il grande protagonista della serata e venne nominato MVP delle finali grazie alla sua continuità e al contributo in entrambe le fasi del gioco.

## Denominazioni e sponsorizzazioni
Il Valencia Basket nel corso della sua storia ha assunto diverse denominazioni, dovute a diverse sponsorizzazioni firmate ne corso degli anni:
- 1986-1987:  Valencia-Hoja del Lunes
- 1987-2009:  Pamesa Valencia
- 2009-2011:  Power Electronics Valencia
- 2012-oggi:  Valencia Basket Club

## Arena
Durante la sua stagione inaugurale, la squadra disputò le partite casalinghe presso il Complesso Sportivo La Canaleta, situato nel comune di Mislata, nell’area metropolitana di Valencia. Si trattava di una struttura modesta, ma sufficiente per ospitare le prime gare ufficiali del club nei suoi esordi nel mondo del basket professionistico.

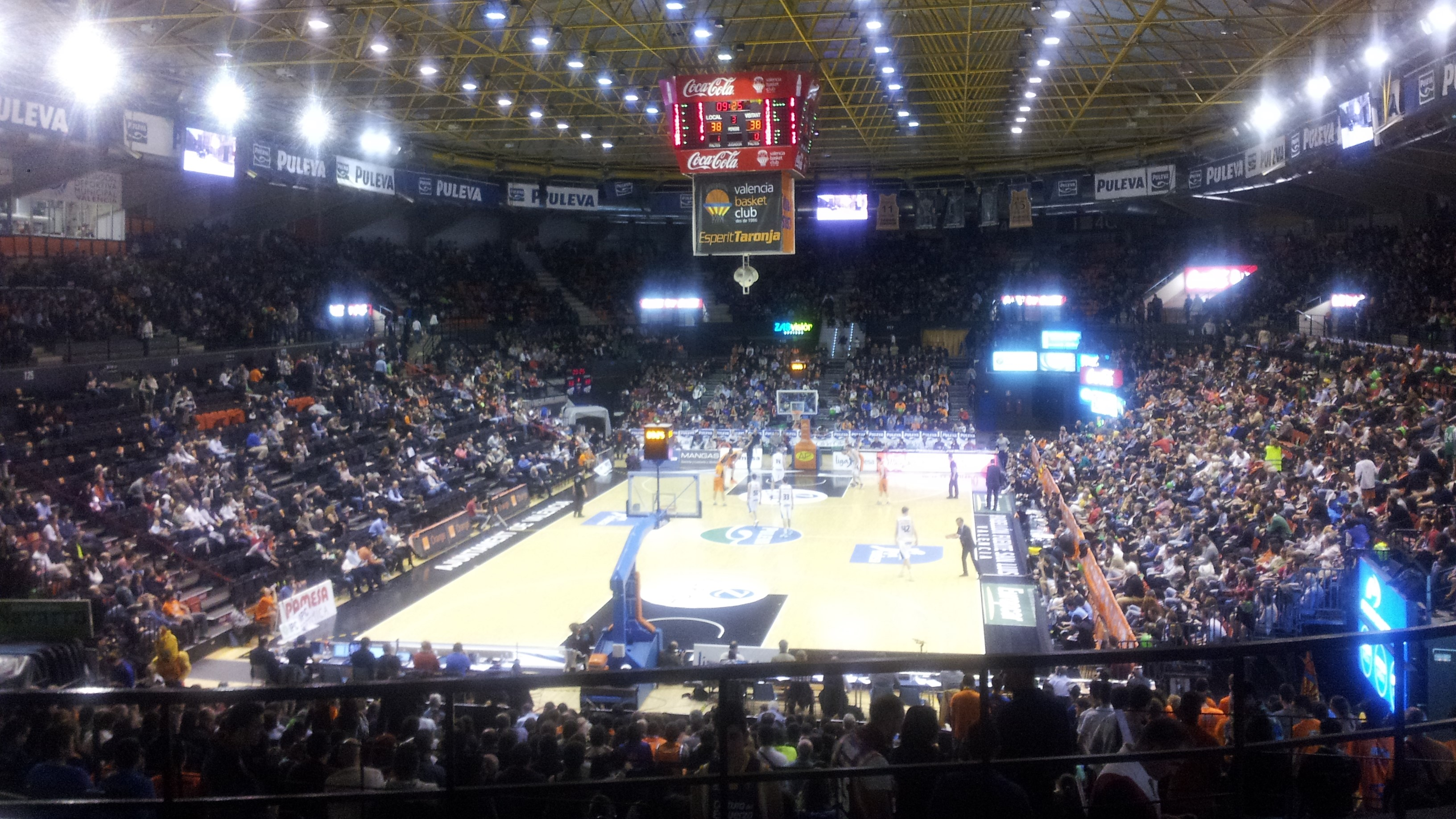
L'interno del Font de Sant Lluís durante una sfida del 2014.

A partire dal 1987, il Valencia Basket trasferì la propria sede delle partite interne al Font de Sant Lluís, un’arena con una capienza di circa 8.500 spettatori. Questo impianto, conosciuto affettuosamente dai tifosi come La Fonteta, è diventato negli anni un simbolo del basket valenciano e la casa storica del club. Qui la squadra ha vissuto alcuni dei momenti più significativi della propria storia sportiva, sia a livello nazionale che internazionale.
Tuttavia, con l’espansione del progetto sportivo del club e l’ambizione di posizionarsi stabilmente tra le élite del basket europeo, è stato pianificato un importante salto infrastrutturale. È infatti previsto per il settembre 2025 l’inaugurazione della nuova Roig Arena, un moderno impianto multifunzionale da 15.600 posti, inizialmente presentato come Casal España Arena. Questa struttura rappresenterà non solo un’evoluzione dal punto di vista sportivo, ma anche un investimento strategico per lo sviluppo del basket nella Comunità Valenciana, offrendo uno spazio all’avanguardia per eventi sportivi, culturali e di intrattenimento.

## Palmarès

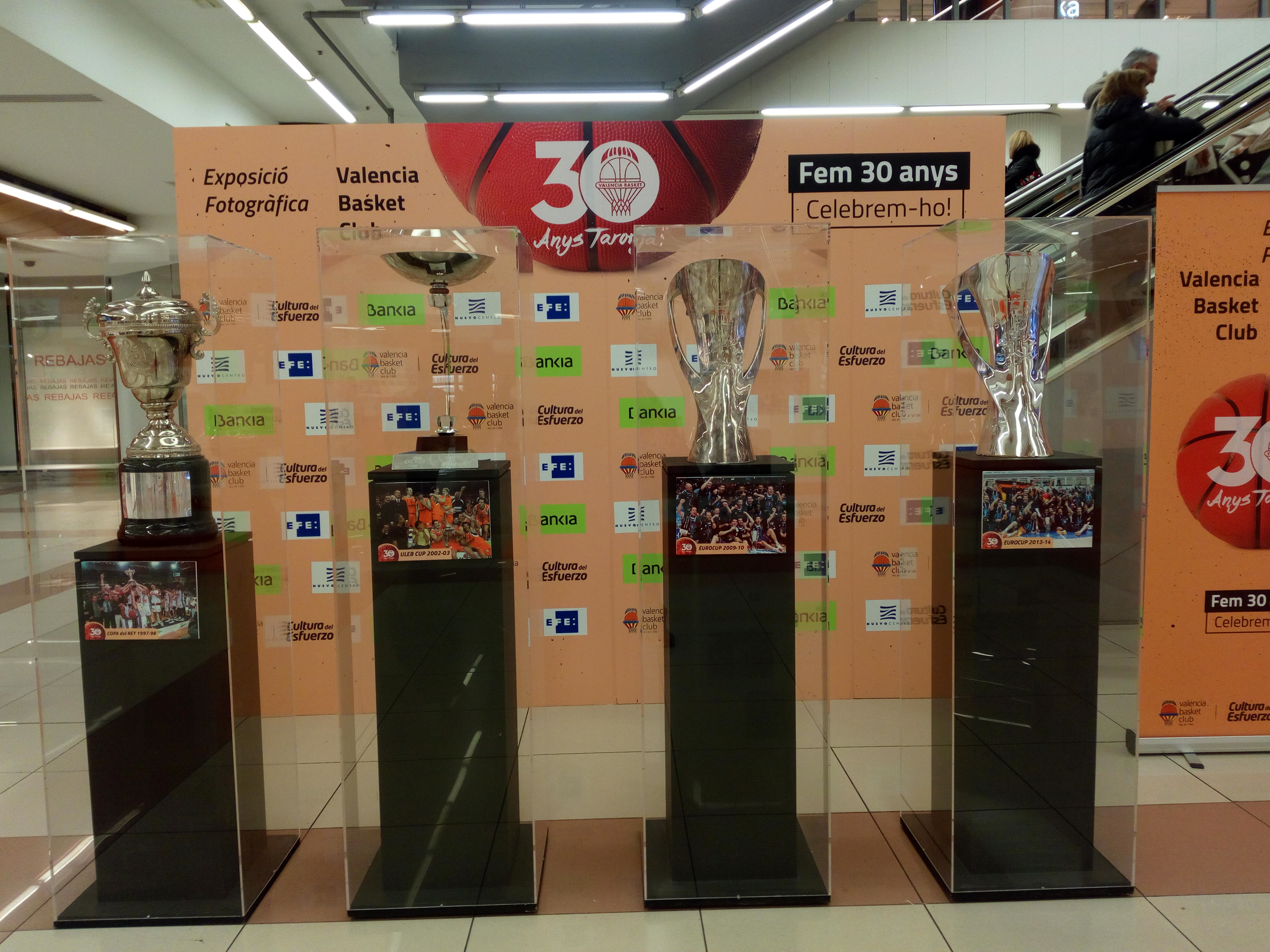
La Copa del Rey e tre delle Eurocup vinte dal Valencia.

### Titoli nazionali
- Campionato spagnolo: 1

2016-2017
- Copa del Rey: 1

1998
- Supercoppa spagnola: 1

2017

### Titoli internazionali
- ULEB Cup - Eurocup: 4 (record)

2002-2003, 2009-2010, 2013-2014, 2018-2019

### Altri titoli
- Liga Valenciana de Baloncesto: 5

2004-2005, 2006-2007, 2007-2008, 2008-2009, 2009-2010

### Finali disputate
- Campionato spagnolo Liga ACB: 1

2003 Vs. FC Barcelona
2025 Vs. Real Madrid
- Coppa del Re: 4

2000 Vs. Estudiantes Madrid
2006 Vs. Baskonia Vitoria
2013 Vs. FC Barcelona
2017 Vs. Real Madrid
- Coppa delle Coppe/Coppa Saporta: 2

1999 Vs. Pallacanestro Treviso
2002 Vs. Mens Sana Siena
- Eurocup: 2

2012 Vs. Chimki BC
2017 Vs. CB Malaga

## Organico attuale
Aggiornato al 28 luglio 2025

| Valencia Basket Club 2025-2026. | Valencia Basket Club 2025-2026. |
| Giocatori                       | Staff tecnico                   |
| ------------------------------- | ------------------------------- |

| N. | Naz.                                                   | Ruolo | Nome                   | Anno | Alt.   | Peso   |  |
| -- | ------------------------------------------------------ | ----- | ---------------------- | ---- | ------ | ------ |  |
| 0  | Senegal (bandiera)                                     | PG    | Brancou Badio          | 1999 | 191 cm | 85 kg  |  |
| 2  | Spagna (bandiera)                                      | AP    | Josep Puerto           | 1999 | 202 cm | 90 kg  |  |
| 3  | Stati Uniti (bandiera) · Ungheria (bandiera)           | AG    | Nate Reuvers           | 1998 | 211 cm | 107 kg |  |
| 4  | Spagna (bandiera)                                      | AG    | Jaime Pradilla         | 2001 | 202 cm | 106 kg |  |
| 5  | Spagna (bandiera)                                      | AP    | Sergio de Larrea       | 2005 | 203 cm | 90 kg  |  |
| 6  | Spagna (bandiera)                                      | G     | Xabier López‑Arostegui | 1997 | 201 cm | 98 kg  |  |
| 8  | Rep. Dominicana (bandiera)                             | G     | Jean Montero           | 2003 | 188 cm | 79 kg  |  |
| 9  | Stati Uniti (bandiera)                                 | AP    | Kameron Taylor         | 1994 | 198 cm | 91 kg  |  |
| 10 | Spagna (bandiera)                                      | C     | Jorge Carot            | 2006 | 206 cm | 99 kg  |  |
| 22 | Stati Uniti (bandiera) · Macedonia del Nord (bandiera) | C     | Ethan Happ             | 1996 | 208 cm | 108 kg |  |
| 24 | Stati Uniti (bandiera) · Costa d'Avorio (bandiera)     | C     | Matt Costello          | 1993 | 208 cm | 108 kg |  |
| 77 | Stati Uniti (bandiera)                                 | AG    | Nate Sestina           | 1997 | 206 cm | 106 kg |  |
|    | Stati Uniti (bandiera)                                 | G     | Omari Moore            | 2000 | 198 cm | 88 kg  |  |
|    | Spagna (bandiera)                                      | C     | Yankuba Sima           | 1996 | 211 cm | 105 kg |  |
|    | Francia (bandiera)                                     | C     | Neal Sako              | 1998 | 211 cm | 105 kg |  |
|    | Stati Uniti (bandiera) · Italia (bandiera)             | G     | Darius Thompson        | 1995 | 193 cm | 89 kg  |  |

| Allenatore                                            |
| - Nessuno                                             |
| Assistente/i                                          |
| - Nessuno Legenda - (C) Capitano - Infortunato Roster |

### Staff tecnico
| Ruolo                | Nome             |
| -------------------- | ---------------- |
| Capo Allenatore      | Pedro Sánchez    |
| Assistente           | Xavi Albert      |
| Assistente           | Juan Maroto      |
| Assistente           | Adrián Kovács    |
| Fisioterapista       | Agus Girbés      |
| Fisioterapista       | Joan Martínez    |
| Preparatore atletico | Pau Alcácer      |
| Delegato squadra     | Alfonso Castilla |
| Medico squadra       | Sergio Calvache  |
| Magazziniere         | Paco Plaza       |

## Settore giovanile
Attualmente, il Valencia Basket vanta uno dei settori giovanili più prestigiosi e produttivi di tutta la Spagna per quanto riguarda il basket. Da questa cantera sono emersi numerosi talenti che hanno saputo imporsi anche a livello professionistico, molti dei quali hanno indossato la maglia della prima squadra in Liga ACB. Tra i nomi più significativi figurano il campione del mondo e tre volte campione d’Europa Víctor Claver, il playmaker José Simeón, il regista Pedro Llompart, il lungo Jesús Fernández e il leggendario Víctor Luengo, simbolo del club per più di un decennio, oggi considerato una vera icona nella storia del Valencia Basket.

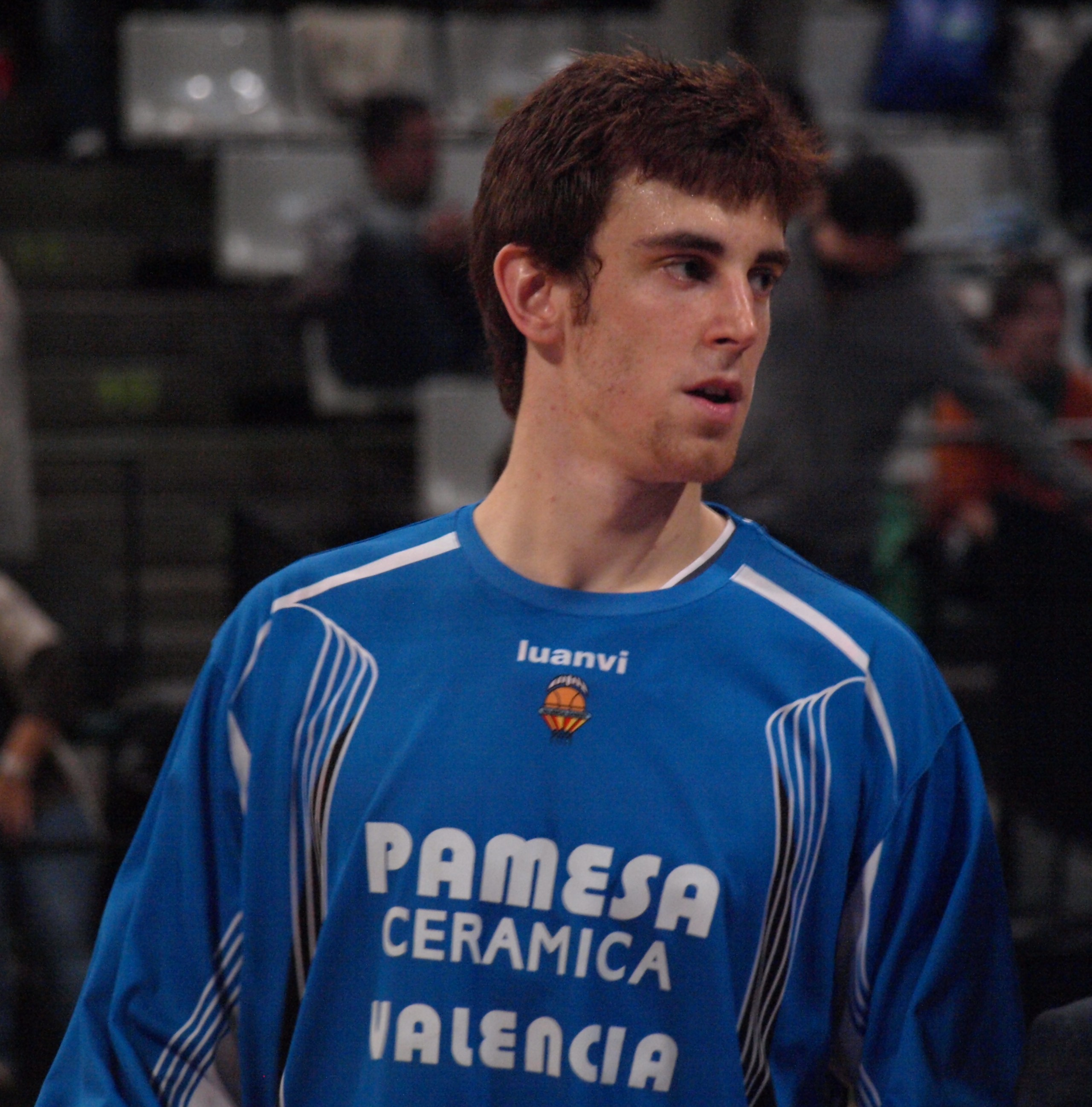
Victor Claver, qui nel 2009 prima di una partita con la maglia del Valencia;prodotto della cantera del club.

La struttura del settore giovanile è imponente e articolata, partendo dalle squadre "baby" fino ad arrivare alla formazione filiale, che attualmente milita nella Segunda FEB, la terza categoria del basket spagnolo. Il cuore pulsante di questa realtà formativa è L’Alqueria del Basket, inaugurata alla fine del 2017, un centro d’eccellenza pensato per sviluppare il talento giovanile in un ambiente professionale e all’avanguardia. L’Alqueria dispone di 13 campi da gioco distribuiti su una superficie di 15.000 metri quadrati, tutti dedicati esclusivamente alla formazione di ragazzi e ragazze del vivaio valenciano. Il campo centrale, con una capienza di circa 500 spettatori, ospita regolarmente le partite del team filiale.

A sottolineare il forte legame tra passato, presente e futuro del club, cinque figure storiche del Valencia Basket hanno dato il nome ai primi cinque campi di allenamento: Nacho Rodilla, Víctor Luengo, Rafa Martínez, Víctor Claver e Sam Van Rossom. Non si tratta solo di un omaggio, ma di un messaggio diretto ai giovani atleti: il percorso intrapreso può davvero portare fino ai massimi livelli. Anche la sala riservata allo staff tecnico porta il nome di Miki Vukovic, il primo allenatore a regalare un trofeo alla bacheca del club, figura chiave nella crescita storica dell’entità valenciana.

## Cestisti

### Numeri ritirari
| Numeri ritirati del Valencia Basket |                   |                |           |           |
| Num.                                | Naz.              | Giocatore      | Posizione | Periodo   |
| 11                                  | Spagna (bandiera) | Nacho Rodilla  | PG        | 1994–2003 |
| 15                                  | Spagna (bandiera) | Víctor Luengo  | G/AP      | 1992–2007 |
| 17                                  | Spagna (bandiera) | Rafa Martínez  | G         | 2008–2019 |
| 9                                   | Belgio (bandiera) | Sam Van Rossom | PG        | 2013–2023 |

### Giocatori membri della FIBA Hall of Fame
| Membri della Hall of Fame |                               |                   |           |           |          |
| Num.                      | Naz.                          | Nome              | Posizione | Periodo   | Ingresso |
| 44                        | Francia (bandiera)            | Antoine Rigaudeau | G         | 2003–2005 | 2015     |
| 14                        | Argentina (bandiera)          | Fabricio Oberto   | C         | 2002–2005 | 2019     |
| 10                        | Rep. Centrafricana (bandiera) | Romain Sato       | G         | 2013–2017 | 2024     |

### Giocatori storici
- Salva Díez
- Víctor Luengo
- Nacho Rodilla
- Berni Álvarez
- Víctor Claver
- Rafa Martinez
- Pau Ribas
- Guillem Vives
- Fernando San Emeterio
- Alberto Abalde
- Xabier López-Arostegui
- Joan Sastre
- Pablo Aguilar
- Ermal Kuqo
- Alejandro Montecchia
- Federico Kammerichs
- Fabricio Oberto
- Matt Nielsen
- Tiago Splitter
- Vitor Faverani
- Kyle Alexander
- Jasiel Rivero
- Antoine Rigaudeau
- Florent Piétrus
- Antoine Diot
- Damien Inglis
- Nando de Colo
- Mickaël Gelabale
- Alessandro Abbio
- Sam Van Rossom
- Dimos Dikoudis
- Robertas Javtokas
- Mindaugas Timinskas
- Bojan Dubljević
- Maurice Ndour
- Romain Sato
- Dejan Tomašević
- Igor Rakočević
- Kosta Perović
- Duško Savanović
- Dejan Milojević
- Nikola Kalinić
- Vule Avdalović
- Vladimir Lučić
- Stefan Marković
- Vanja Marinković
- Klemen Prepelič
- Mike Tobey
- Tornike Shengelia
- Viacheslav Kravtsov
- Serhiy Lishchuk
- Tanoka Beard
- Brad Branson
- Brian Cardinal
- /  Brandon Davies
- /  Justin Doellman
- Derrick Alston
- Erick Green
- Jared Harper
- Jordan Loyd
- /  Semi Ojeleye
- /  Johnny Rogers
- James Webb III
- Derrick Williams
- /  Shammond Williams

## Allenatori

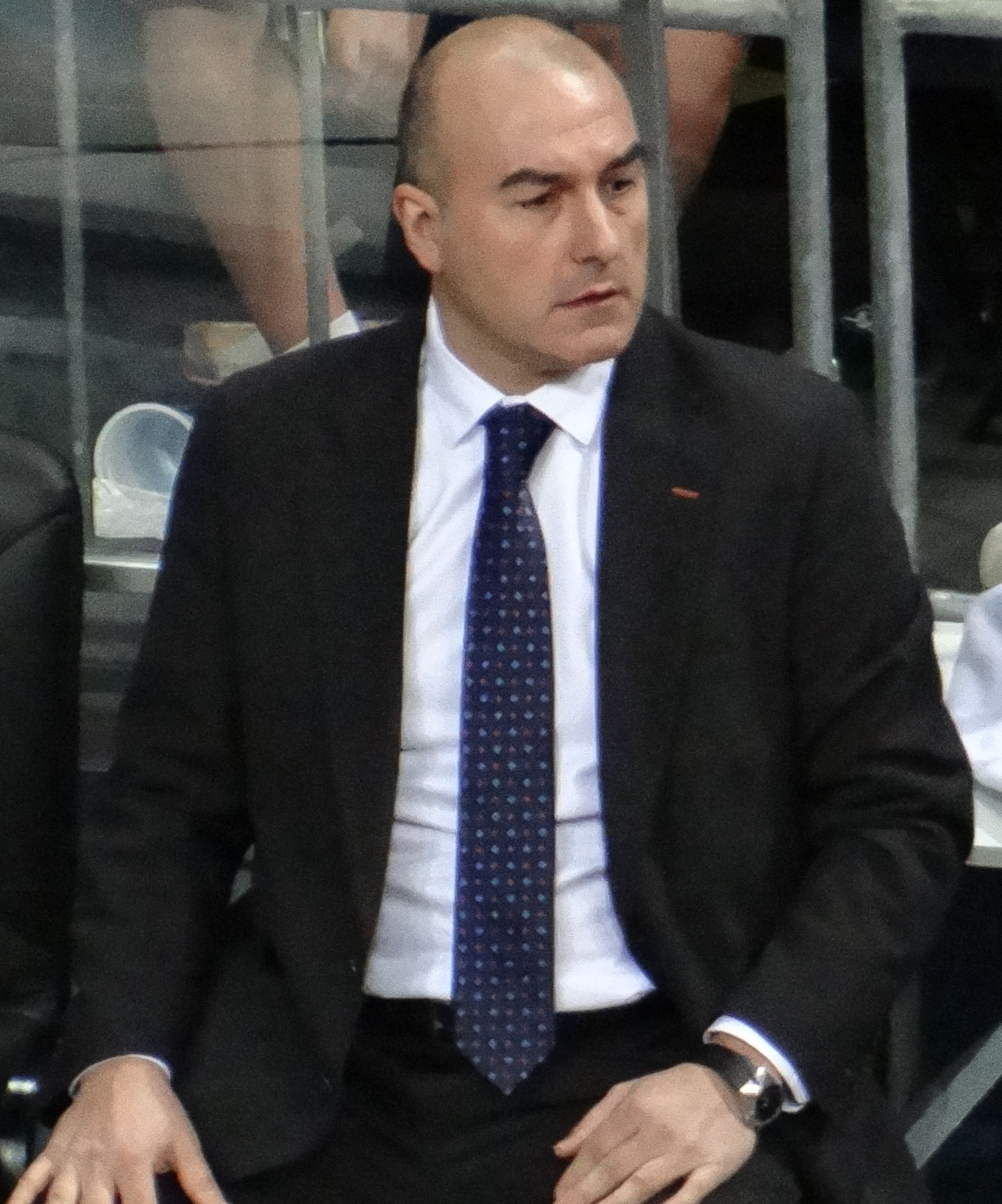
Jaume Ponsarnau, allenatore del Valencia del 2018 al 2021.

| Nome                   | Periodo        |
| ---------------------- | -------------- |
| Toni Ferrer            | 1986–1987      |
| Antoni Serra           | 1987–1989      |
| Toni Ferrer            | 1989           |
| José Antonio Figueroa  | 1989–1992      |
| Manu Moreno            | 1992–1995      |
| Herb Brown             | 1995           |
| Miki Vukovic           | 1995–2000      |
| Fernando Jiménez       | 2000           |
| Luis Casimiro          | 2000–2002      |
| Paco Olmos             | 2002–2004      |
| Pablo Laso             | 2004–2005      |
| Chechu Mulero          | 2005           |
| Ricard Casas           | 2005–2006      |
| Chechu Mulero          | 2006           |
| Fōtīs Katsikarīs       | 2006–2008      |
| Neven Spahija          | 2008–2010      |
| Manolo Hussein         | 2010           |
| Svetislav Pešić        | 2010–2011      |
| Paco Olmos             | 2011–2012      |
| Velimir Perasović      | 2012–2015      |
| Carles Durán           | 2015           |
| Pedro Martínez Sánchez | 2015–2017      |
| Txus Vidorreta         | 2017–2018      |
| Jaume Ponsarnau        | 2018–2021      |
| Joan Peñarroya         | 2021–2022      |
| Álex Mumbrú            | 2022–2024      |
| Xavi Albert            | 2024           |
| Pedro Martínez Sánchez | 2024–in carica |